# 方枝守宫木
方枝守宫木（学名：Sauropus quadrangularis）为大戟科守宫木属下的一个种。